# Nowoandrijiwka (Krym)
Nowoandrijiwka (ukr. Новоандріївка, ros. Новоандреевка, Nowoandriejewka) – wieś na Ukrainie, w Autonomicznej Republice Krymu (de iure stanowiącej integralną część państwa ukraińskiego, w 2014 anektowanej przez Rosję i odtąd funkcjonującej jako Republika Krymu), w rejonie symferopolskim. W 2001 liczyła 2817 mieszkańców, wśród których 556 wskazało jako ojczysty język ukraiński, 2117 rosyjski, 119 krymskotatarski, 17 białoruski, 1 ormiański, 2 gagauski, a 5 inny. Według spisu ludności przeprowadzonego przez okupacyjne władze rosyjskie populacja wsi w 2014 wynosiła 2778 osób.

## Urodzeni
- Uzieir Abduramanow